# 臨港道路畝刈時津線
臨港道路畝刈時津線（りんこうどうろあぜかりとぎつせん）は、長崎県長崎市から西彼杵郡時津町に至る道路（長崎県が管理する臨港道路）である。

## 概要
ごく一部を除いて片側1車線だが、川平有料道路に直接つながっており、長崎市街・諫早市方面（長崎バイパス経由）から光風台・豊洋台・桜の里・畝刈・三重・外海・大瀬戸方面へ向かう最短ルートとなっているのと、信号が少なく最高速度が50 km/hとやや高いため交通量は比較的多い。
元来は南側にある長崎県道28号長崎畝刈線（現在も長崎バイパスを経由しないバスはこちらを通る）しかなかったが、渋滞が多発していたことから建設された。
途中に鳴鼓（なづみ）トンネル（2,046 m）、多以良大橋と兵頭トンネルがある。

### 路線データ
- 起点：長崎市畝刈町（国道202号交点）
- 終点：西彼杵郡時津町元村郷（井手園交差点、国道206号交点、川平有料道路終点）

## 路線状況

### 道路施設

#### 橋梁
- 多以良大橋

#### トンネル
起点から
- 兵頭トンネル：延長307 m、長崎市
- 多以良2号トンネル：延長167 m、長崎市
- 多以良1号トンネル：延長120 m、長崎市
- 鳴鼓トンネル：延長2,046 m、1986年（昭和61年）竣工、長崎市 - 西彼杵郡時津町

## 地理

### 通過する自治体
- 長崎市
- 西彼杵郡時津町

### 交差する道路
| 交差する道路           | 市町村名 | 市町村名 | 交差する場所 | 交差する場所        |
| ---------------------- | -------- | -------- | ------------ | ------------------- |
| 国道202号              | 長崎市   | 長崎市   | 畝刈町       | 起点                |
| 長崎県道28号長崎畝刈線 | 長崎市   | 長崎市   | 鳴見町       |                     |
| 西彼杵道路             | 西彼杵郡 | 時津町   | 野田郷       | 時津IC              |
| 国道206号 川平有料道路 | 西彼杵郡 | 時津町   | 元村郷       | 井手園交差点 / 終点 |
| 川平有料道路に接続     |          |          |              |                     |

### 沿線
- 長崎市立畝刈小学校